# سه روز آینده
سه روز آینده (به انگلیسی: The Next Three Days) یک فیلم سینمایی آمریکایی در ژانر دلهره‌آور به نویسندگی و کارگردانی پل هگیس محصول سال ۲۰۱۰ با بازی راسل کرو، الیزابت بنکس، برایان دنهی، اولیویا وایلد، دانیل استرن، لیام نیسون، کوین کوریگان، جیسون بغه، آیشا هیندز، تایرن جوردانو، جاناتان توکر، روبرت فیتزگرالد دیگز، آلن استیل، ترودی استایلر، لنی جیمز و موران آتیاس است. این فیلم در پیتسبرگ فیلمبرداری شده و در تاریخ ۱۹ نوامبر ۲۰۱۰ در ایالات متحده آمریکا در سینما اکران شد. همچنین این فیلم کپی شده از یک فیلم فرانسوی بنام برای همسرم (۲۰۰۸) می‌باشد. 

## خلاصه داستان
زنی به نام لارا برنان (الیزابت بنکس) به‌طور تصادفی در یک صحنه قتل قرار می‌گیرد قاتل فرار می‌کند و لارا بی‌خبر از همه جا وسیله ای که منجر به قتل شده را جابه‌جا می‌کند حالا همه شواهد علیه اوست و به اتهام قتل بازداشت می‌شود.
تمام تلاش‌های همسرش جان برنان (راسل کرو)برای آزادی او و اثبات بی گناهی لارا بی‌نتیجه می‌ماند، جان تصمیم می‌گیرد با نقشه ای ماهرانه لارا را فراری دهد و با تهیه پاسپورت جعلی خودش و لارا و فرزندشان به کشور دیگر مهاجرت کنند.

## مجموعه تلویزیونی مشابه
مجموعه تلویزیونی ۲۰ دقیقه ساخت کشور ترکیه نیز داستان مشابهی دارد.